# HTC J Butterfly
HTC J Butterfly — смартфон компании HTC, анонсированный осенью 2012 года. Является смартфоном с 5-дюймовым экраном разрешения Full HD. Экран защищён закалённым стеклом Gorilla Glass 2. В смартфоне установлено 2 ГБ оперативной памяти и 16 ГБ встроенной памяти. HTC J Butterfly оснащён слотом для карт памяти SDHC объёмом до 32 ГБ. Аппарат также имеет стандартный 3,5-мм аудиоразъём, модули беспроводной связи Bluetooth 4.0 и Wi-Fi 802.11 a/b/g/n, гироскоп, цифровой компас, датчики освещённости и приближения, акселерометр. Использует карту формата microSIM. 29 января 2014 года смартфон получил обновление до ОС Android 4.3.

## Характеристики смартфона
Смартфон оснащён экраном Full HD с высокой плотностью пикселей (441 ppi). Устройство также имеет мощный четырёхъядерный процессор с тактовой частотой 1,5 ГГц и 2 ГБ оперативной памяти. Основная камера оснащена 8-мегапиксельной матрицей и может снимать видео в формате Full HD, фронтальная — 2-мегапиксельная. HTC J Butterfly не является первым смартфоном с разрешением Full HD: ранее такую модель представила японская компания Sharp, которая на тот момент ориентировалась преимущественно на внутренний рынок. Дисплей HTC J Butterfly произведён компанией Sharp.

## Выпуск
Продажи устройства начались в декабре 2012 года. Первыми смартфон начали предлагать японский оператор AU/KDDI.
- HTC J Butterfly — для японского рынка;
- HTC Droid DNA — для рынка США;
- HTC Butterfly (ранее HTC Deluxe) — для рынка Европы.

Модель также продавалась в ряде стран Европы, включая Россию.

## Обзоры
- Первый в мире FullHD-смартфон HTC J Butterfly: первый взгляд на Zoom.CNews.ru
- HTC J Butterfly. Мысли об устройстве на Mobile-Review.com
- Смартфон HTC J Butterfly на Afisha.uz
- Большая бабочка. Обзор смартфона HTC Butterfly на Ferra.ru

## Сравнения
- Сравнение Samsung Galaxy Note 2 vs HTC J Butterfly
- HTC J Butterfly vs Samsung Galaxy Note 2
- HTC One X+ против HTC J Butterfly (HTC DLX)
- Nokia Lumia 920 vs. HTC J Butterfly: Which Is a Better Choice for a Smartphone? (англ.)

## Похожие устройства
- Samsung Galaxy Note 2
- HTC Titan II
- HTC One X